# Konsu
Konsu est un village de 22 habitants de la Commune de Illuka du Comté de Viru-Est en Estonie. 
Avant la réforme administrative (en) de 2017 en Estonie, le village de Konsu faisait partie de la commune d'Illuka. Selon le recensement de 2011 (en), le village comptait comptait 24 habitants, dont 17 (70,8%) Estoniens. 